# امامزادة أمر الله (مقاطعة فيروزآباد)
امامزادة أمر الله (بالإنجليزية: Mazraeh-ye Emamzadeh Amrollah)‏ هي منطقة سكنية تقع في فارس في إيران.